# 苏妮特·维尔容
苏妮特·斯特拉·维尔容（英语，1983年10月6日—）生于勒斯滕堡，是一名南非女子田径运动员，主攻标枪。维尔容14岁时首次接触标枪，高中时期，她的英语教师说服她尝试这项运动，并担任其标枪教练。她在开始正式的标枪运动生涯前曾接触过板球，她在2000年6月完成个人的国际板球比赛首秀，之后她入选了2000年女子板球世界杯南非队阵容，她最后一次参加国际板球比赛是在2002年3月。